# Przasnysz Miasto
Przasnysz Miasto – zlikwidowana wąskotorowa stacja kolejowa w Przasnyszu, w województwie mazowieckim, w Polsce.

## Galeria

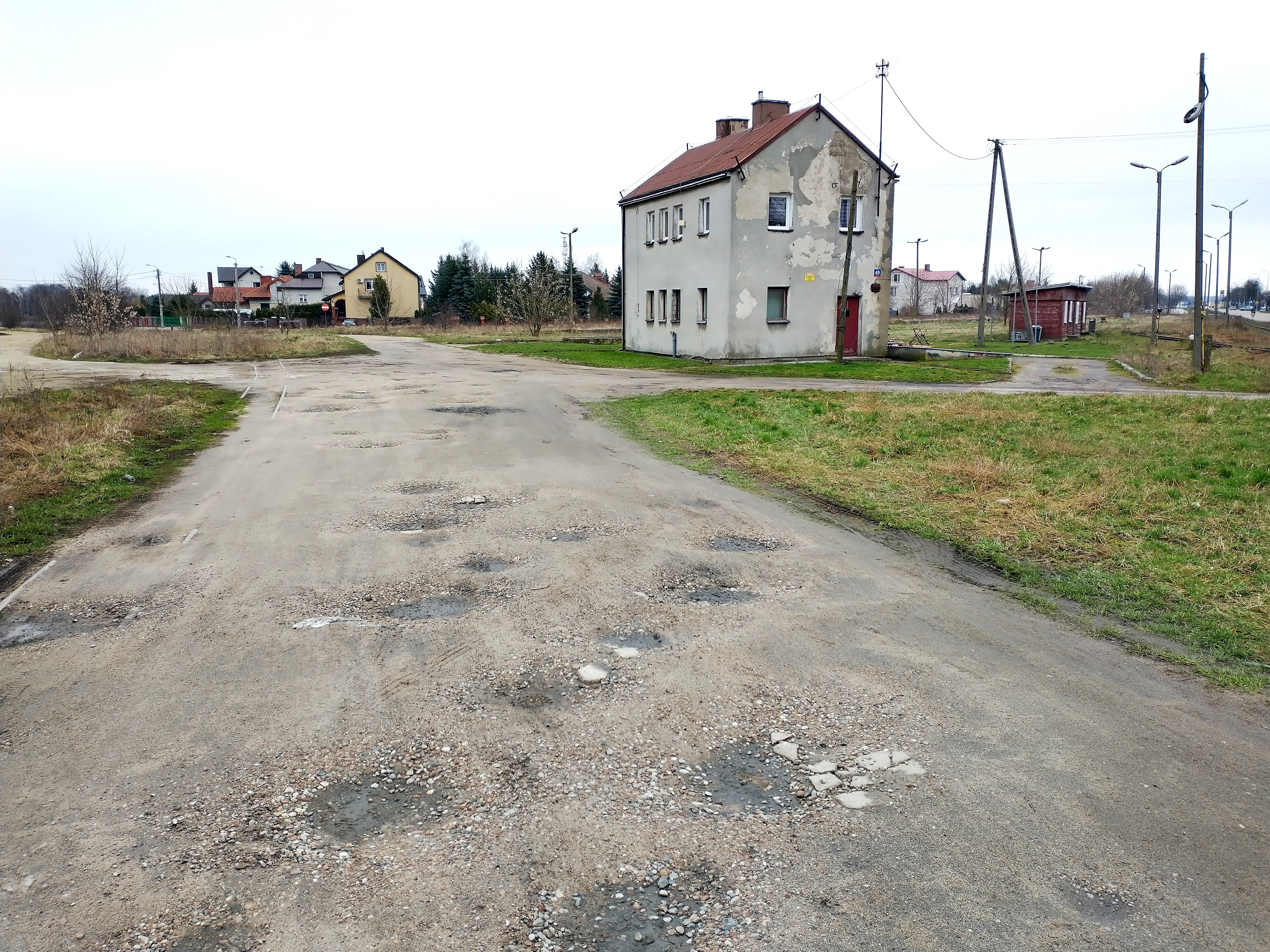
Budynek mieszkalny i tor w kierunku stacji Przasnysz
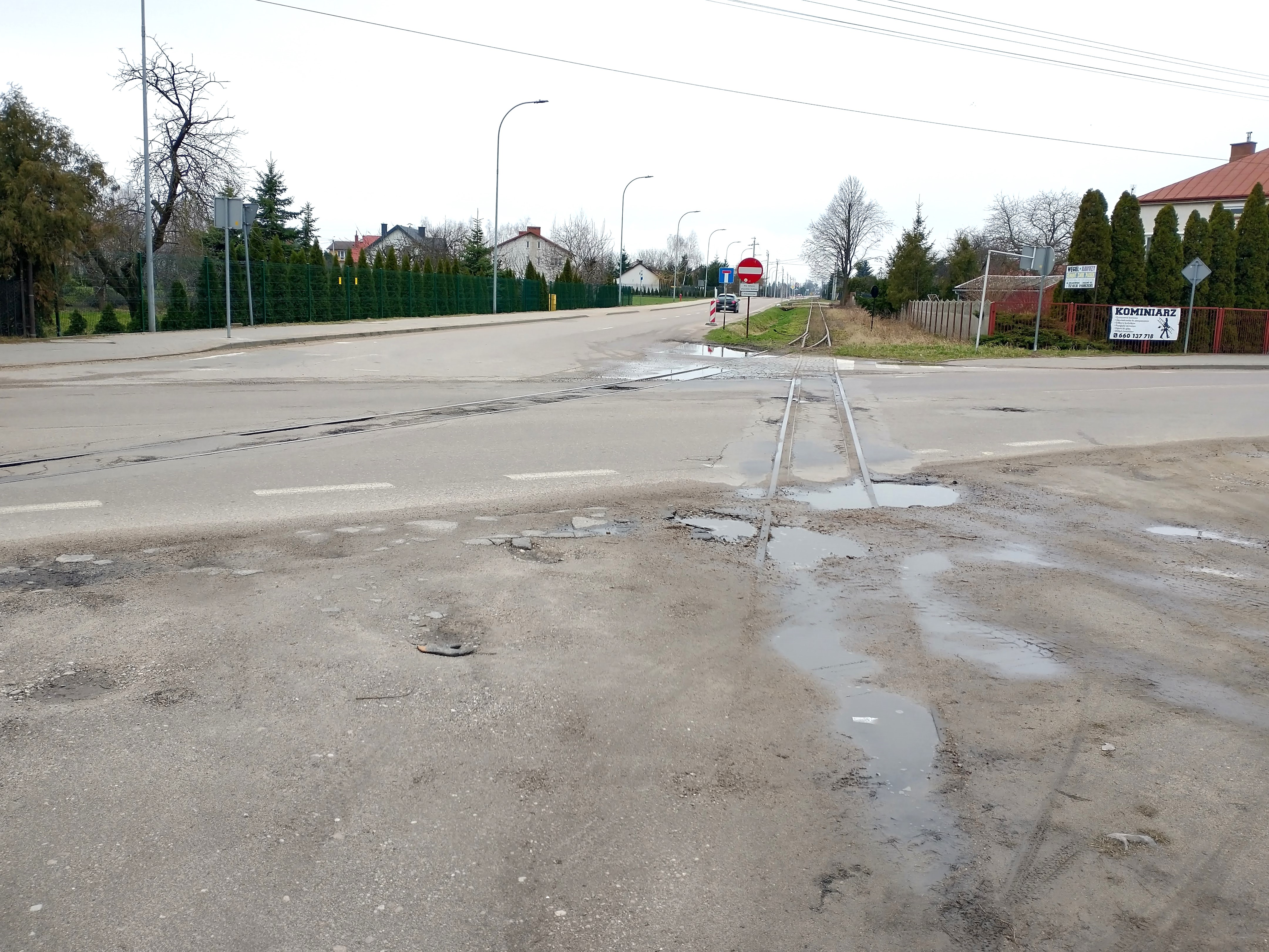
Torowisko w kierunku Gruduska
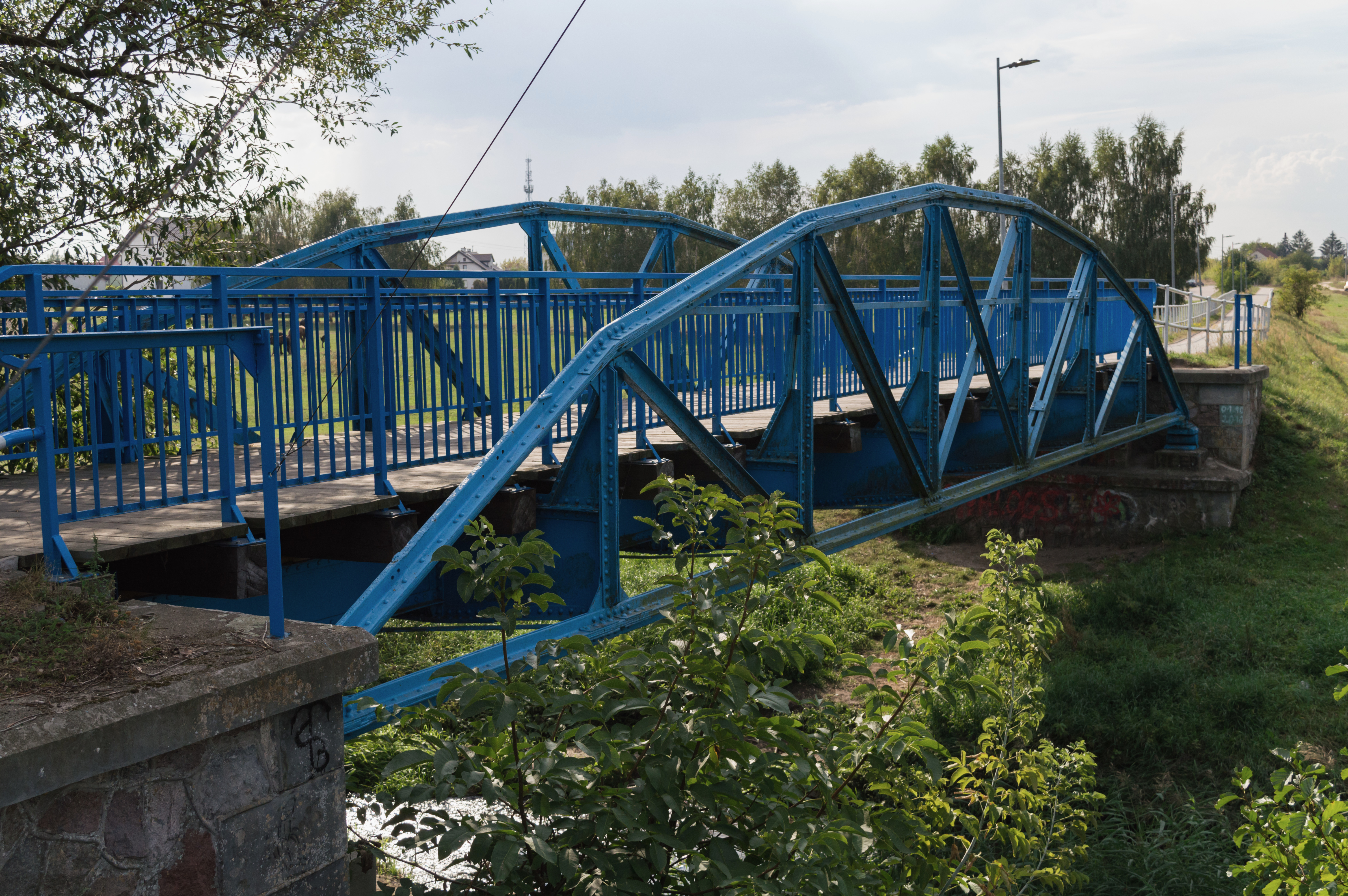
Most na Węgierce w kierunku stacji Przasnysz